# Roland Pérot
Roland Pérot, né le 27 juin 1910 à Monthermé, dans le département des Ardennes, et décédé le 20 juillet 1956 à Aïn Chaïr (Maroc), est un officier supérieur français qui s'est illustré dans la Résistance, en Indochine et en Algérie.

## Biographie
Après avoir fréquenté l'école primaire de Revin, il poursuit ses études à l’École Professionnelle Supérieure de Mézières.
Attiré par le métier des armes, il devance l'appel et prend du service au 26e Régiment d'Infanterie à Nancy, où il acquiert rapidement le grade de sergent.
Il est ensuite affecté au 168e Régiment d'Infanterie de Forteresse à Thionville puis détaché au camp de Cattenom où il se trouve avec le grade d'adjudant à la déclaration de la guerre.

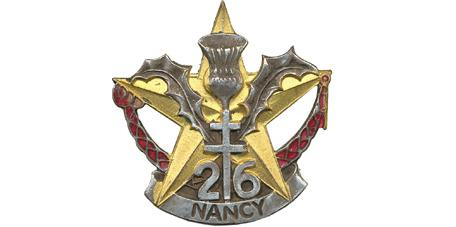
26e RI

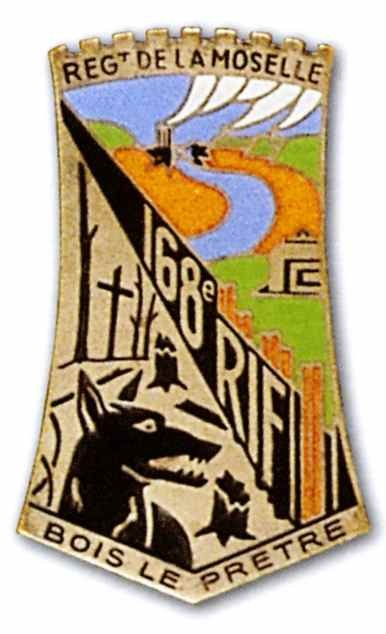
RIF

Après de durs combats aux avant-postes de la ligne Maginot, il se distingue au cours des affrontements retardateurs qui opposent l'armée française à l'avance allemande. Il est sous-lieutenant au 1er juin 1940.

## Capitaine Pérot, alias "Comte" (1942 - 1944)
Fait prisonnier le 21 juin 1940, il s'évade d'Allemagne le 25 février 1941. Il s'engage aussitôt dans l'armée d'armistice et est affecté au 27e Régiment d'Infanterie cantonné à Le Blanc le 1er mars 1941. À la démobilisation de cette armée d'armistice, il est nommé contrôleur du ravitaillement dans la région de Vatan au début de 1943. Il entre en contact avec les résistants locaux et organise la lutte armée dans le cadre de l'Armée Secrète dès le 2 janvier 1942[Information douteuse]. 
En août et en octobre 1943, Pérot réceptionne deux parachutages, mais celui de mars 1944 tombe aux mains des Allemands et « Comte » doit se cacher à Géhée. Cependant, plusieurs livraisons d'armes lui parviennent en mai, et, le 9 juin au soir, Pérot peut former son maquis dans la forêt de Vatan. Il le dissout deux jours plus tard en raison de la présence de colonnes de répression allemande dans la région et le regroupe peu après à Guilly. Il rencontre Pearl witherington, alias « Pauline », puis Francis Perdriset qui le charge officiellement du sous-secteur de Vatan, intégré au secteur Nord-Indre. 
Le capitaine « Comte » s'entoure d'officiers et de sous-officiers d'active et pratique une guerre d'embuscade jusqu'en septembre 1944. En août, les effectifs arrivant des cantons de Levroux, Vatan et Graçay permettent de constituer le bataillon Comte comprenant trois compagnies, un P.C. et un corps franc.  
	Ce réseau de résistance appelé "Nord-Indre", participera à de nombreuses actions de sabotage, d'aide aux prisonniers évadés, et sera une source de renseignements contre l'ennemi qui seront transmis aux responsables nationaux de la résistance et aux alliés à Londres.

## Campagnes d'Alsace et front de l'Atlantique (1945)
Intégré avec ses hommes au sein du 90e Régiment d'infanterie nouvellement reformé à Châteauroux, il y prend la tête du 1er bataillon le 15 octobre 1944. Nommé chef d'état-major de la 4e demi-brigade de Chasseurs à Pied le 1er janvier 1945, il prend le commandement du 1er Bataillon de Chasseurs à Pied un mois plus tard. Roland Pérot prend part avec son bataillon aux campagnes d'Alsace (libération de la poche de Colmar) puis du front de l'Atlantique (poche de Saint-Nazaire).   

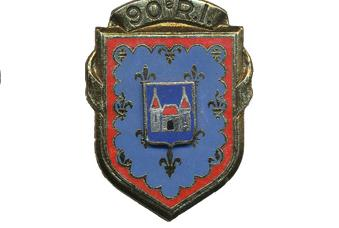
90e RI

## Indochine et Algérie
Promu capitaine le 1er juin 1945, il est affecté au Ministère de la Guerre. Il est fait chevalier de la Légion d'honneur le 25 septembre 1946. Il demande à faire partie du corps expéditionnaire en Indochine où il combat jusqu'en 1953. En 1954, il part en Algérie et trouve une mort héroïque à la tête de ses hommes à l'âge de 45 ans au cours d'un engagement le 20 juin 1956 à Aïn Chaïr (Maroc). Il était chef de bataillon au 2e Régiment de Tirailleurs Marocains. Il commandait le groupement provisoire des commandos du Maroc :
- "Officier supérieur d'élite, d'une très haute conscience et d'un tempérament de fer, mortellement blessé à son poste de chef et de soldat devant Aïn-Chair le 20 juin 1956 alors qu'il prenait en main l'affaire dans laquelle les commandos étaient au contact d'une bande de rebelles de 200 fusils, retranchés dans le village. Demeurera pour les commandos du Maroc, l'exemple du devoir spontanément accompli et de la mission remplie jusqu'au sacrifice suprême sans l'ombre d'une hésitation." (Citation à l'ordre de l'Armée à titre posthume).

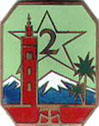
2e RTM

## Décorations

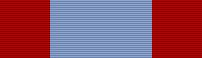

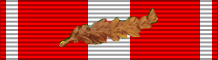

- officier de la Légion d'honneur,
- Médaille militaire,
- Médaille de la Résistance française,
- Croix de Guerre 39-45,
- Croix de Guerre des TOE,
- Croix des combattants volontaires de la Résistance,
- Croix du combattant,
- Croix de la Valeur militaire avec palme,
- Médaille des évadés,
- Médaille Coloniale d'Extrême-Orient,
- Médaille commémorative d'Indochine,
- Médaille d'argent de l’Éducation physique,
- Médaille commémorative de la Guerre 39-45,
- Bronze Star Medal,
- Croix de la Vaillance avec palme et une étoile,
- Chevalier de l'ordre national du Viet-Nam.

	Roland Pérot est titulaire de douze citations : 2 à l'ordre du Régiment, 1 à l'ordre de la division, 4 à l'ordre du Corps d'armée, 5 à l'ordre de l'Armée.

## Mémoriaux
- rue du commandant Roland Pérot à Revin depuis le 8 mai 1982[6], ville où il est enterré depuis le 21 mars 1957.
- Inscription sur le monument aux morts de Revin.